# Giovanni Getto
Giovanni Getto  (* 14. Juni 1913 in Ivrea; † 9. Juni 2002 in Bruino) war ein italienischer Romanist und Italianist.

## Leben und Werk
Getto studierte an der Scuola Normale Superiore di Pisa bei Luigi Russo. Er lehrte zuerst an der Universität Mailand, dann von 1948 bis 1988 Italienische Literatur an der Universität Turin. Getto war Mitherausgeber der Zeitschriften Lettere italiane (1949 ff)  und  Rivista di storia e letteratura religiosa (1965 ff).
Getto war Mitglied der Accademia dei Lincei  (1987).

## Werke (Auswahl)
- Saggio letterario su S. Caterina da Siena, Florenz 1939
- Paolo Sarpi, Pisa/Rom 1941
- Storia delle storie letterarie, Mailand 1942, Neapel 2010
- Umanità e stile di Iacopo Passavanti, Mailand 1943
- Studio sul Morgante, Como 1944
- Sant'Alfonso de Liguori, Mailand 1946
- Aspetti della poesia di Dante, Florenz 1947
- Interpretazioni del Tasso, Neapel 1951
- Poeti, critici e cose varie del Novecento, Florenz 1953
- Letteratura e critica nel tempo, Mailand 1954
- (Hrsg.) Letture dantesche, 3 Bde., Florenz 1955–1961
- Carducci e Pascoli, Neapel 1956
- Vita di forme e forme di vita nel Decameron, Turin 1958, 1986
- Letture manzoniane, Florenz 1964, 1992
- Immagini e problemi di letteratura italiana, Mailand 1966
- Saggi leopardiani, Florenz 1966
- Nel mondo della Gerusalemme, Florenz 1968, Rom 1977
- Manzoni europeo, Mailand 1971
- Tre studi sul teatro, Caltanissetta 1976
- La composizione dei Sepolcri di Ugo Foscolo, Florenz 1977
- Malinconia di Torquato Tasso, Neapel 1979, 1986
- Tempo e spazio nella letteratura italiana, Florenz 1983
- Ospite dell'anima. Meditazioni sullo Spirito Santo. Il Veni Sancte Spiritus e il Gloria Patri, Mailand 1991
- Il Barocco letterario in Italia, Mailand 2000